# Lacinipolia basirufa
Lacinipolia basirufa là một loài bướm đêm trong họ Noctuidae.